# Liaodong
Liaodong (chinesisch 遼東半島 / 辽东半岛, Pinyin Liáodōng bàndǎo, W.-G. Liaotung pantao, verbreitete deutsche Schreibung Liautung) ist eine Halbinsel der chinesischen Provinz Liaoning, die in das Gelbe Meer ragt und die Koreabucht im Osten vom Golf von Bohai im Westen trennt. Südlich gegenüber der Bohaistraße liegt die Jiaodong-Halbinsel.
Die Häfen von Lüshunkou (Port Arthur) und Dalian (Dairen) befinden sich an ihrer Spitze.

## Geschichte
Liaodong kam zum ersten Mal unter chinesischen Einfluss, als der Yan-Staat im 4. Jh. v. Chr. das Gebiet von Go-Joseon eroberte. Zahlreiche spätere chinesische Dynastien und Königreiche regierten die Region, die jedoch erst ab der Qing-Dynastie dauerhaft zum Teil des chinesischen Kerngebiets wurde.
Die Halbinsel war ein zentraler Schauplatz im Ersten japanisch-chinesischen Krieg 1894/95 und wurde nach der chinesischen Niederlage von Japan besetzt. Im Vertrag von Shimonoseki wurde die Halbinsel zunächst Japan zuerkannt, jedoch wurde dieses nach der Intervention von Shimonoseki von Russland, Frankreich und Deutschland rückgängig gemacht. Russland konnte gegen die durch Kolonialdruck und die Niederlage gegen Japan geschwächte Qing-Dynastie durchsetzen, den südlichen Teil der Halbinsel, Kwantung, einschließlich des strategisch wichtigen Port Arthur (Dalian) von China pachten zu können (Abkommen über die Pacht der Liaodong-Halbinsel), wobei der restliche Teil der Halbinsel eine neutrale Zone war.
Im Russisch-Japanischen Krieg 1904/05 war Liaodong erneut Kriegsschauplatz. Nach dem japanischen Sieg wurde im Vertrag von Portsmouth zwar vereinbart, die Mandschurei (deren Teil Lioadong war) wieder unter chinesische Souveränität zu stellen, Japan trat aber in die Nachfolge des russischen Pachtvertrags in Liaodong ein, wodurch die Halbinsel bis 1945 unter Kontrolle Japans stand.
Nach der Annexion der Mandschurei durch Japan 1931 bis zum Ende des Zweiten Weltkriegs war Dalian (Port Arthur) der wichtigste Handelshafen des japanischen Marionettenstaates Mandschukuo und besaß eine große Kolonie japanischer und westlicher Staatsbürger.